# Комун Нуово
Кому̀н Нуо̀во (на италиански: Comun Nuovo; на ломбардски: Cümü Nöf, Кюмю Ньоф) е малкло градче и община в Северна Италия, провинция Бергамо, регион Ломбардия. Разположено е на 188 m надморска височина. Населението на общината е 4397 души (към 2017 г.).